# Petco

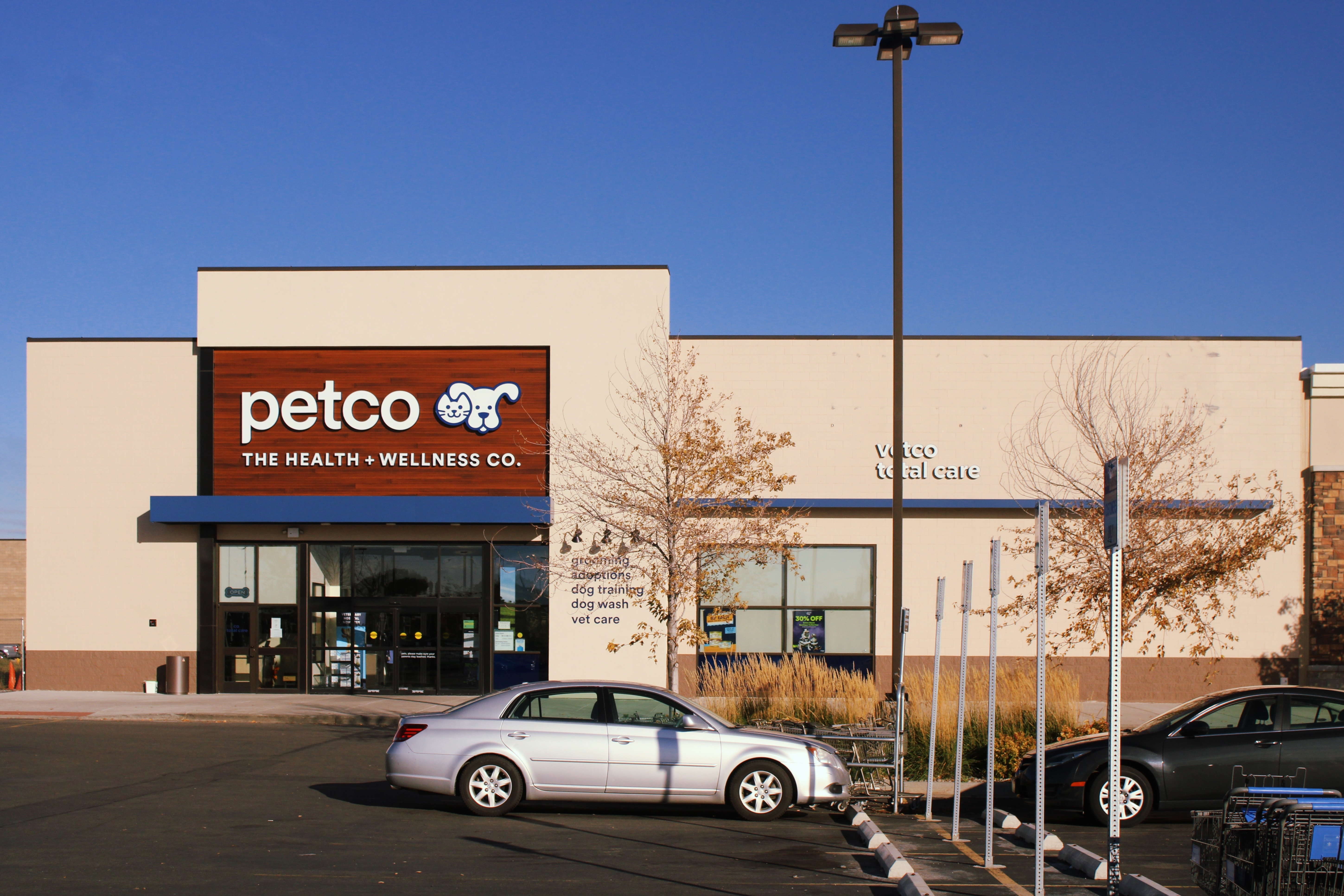
Geschäft von Petco in Idaho

Petco Health and Wellness Company, Inc. ist ein US-amerikanischer Einzelhändler mit Hauptsitz in San Diego in Südkalifornien. Petco vertreibt Heimtierfutter, -produkte und -dienstleistungen sowie bestimmte Arten von lebenden Kleintieren. 2021 betrieb Petco knapp 1500 Filialen in den Vereinigten Staaten, Mexiko und Puerto Rico. In den Geschäften werden Tierfutter, Tierbedarf, Kleintiere und Fische verkauft. Einige Geschäfte bieten Dienstleistungen wie Tiertraining, Pflege, Tierimpfungen und tierärztliche Versorgung an und veranstalten auch Adoptionsveranstaltungen für heimatlose oder ungewollte Tiere.
Das Unternehmen wurde 1965 von Walter Evans als Versandhandel für Tierarzneimittel in Kalifornien unter dem Namen United Pharmacal Company gegründet und 1979 in Petco umbenannt. Das Unternehmen wurde 1988 von The Spectrum Group und der Thomas H. Lee Company übernommen und wurde 1994 an der NASDAQ gelistet, nachdem es durch Übernahmen zu einem der Marktführer im Bereich Heimtierprodukte in Nordamerika aufgestiegen war. Anschließend wurde es im Jahr 2000 von Leonard Green & Partners und der Texas Pacific Group aufgekauft. Im Jahr 2016 wurde Petco an CVC Capital Partners und das Canada Pension Plan Investment Board verkauft, die die Kontrolle behielten, als Petco im Januar 2021 zum dritten Mal der Börse gelistet wurde.